# Parasolzwambreedvoet
De Parasolzwambreedvoet (Kesselimyia chandleri) is een vliegensoort uit de familie van de breedvoetvliegen (Platypezidae). De wetenschappelijke naam van de soort is voor het eerst geldig gepubliceerd in 1981 door Vanhara.